# 아가 칸 파크 & 뮤지엄역
아가 칸 파크 & 뮤지엄역 (Aga Khan Park & Museum stop)은 토론토 지하철에 새로 지어지고 있는 경전철 노선인 5호선 에글린턴선의 정차역이다. 토론토 플레밍던파크 지역의 돈밸리 파크웨이 (DVP)와 에글린턴 애비뉴에 있는 이 역은 2023년 개통을 앞두고 있다. 이 역은 이름 그대로 역 근처에 아가 칸 공원과 아가 칸 박물관이 있다.
이 역은 에글린턴 애비뉴와 DVP 시내 방면 램프에 상대식 승강장이 설치된다. 두 승강장 사이는 횡단보도를 통해 건널 수 있다.
설계 단계에서 이 역은 근처에 있는 페란드 드라이브를 따라 "페란드" (Ferrand) 역이라고 불리었으나 2015년에 메트로링스는 아가 칸 공원과 박물관이 잘 알려진 명소이기 때문에 "아가 칸 파크 & 뮤지엄"으로 바꾸었다고 밝혔다.

## 버스 연결편
2022년 2월 기준, 5호선 에글린턴이 개통하는 대로 이 역에는 마운트데니스역과 케네디역 간을 운행하는 34번 에글린턴 버스가 정차할 예정이다.

## 인접한 역
| 5호선 에글린턴           | 5호선 에글린턴             | 5호선 에글린턴     |
| ------------------------ | -------------------------- | ------------------ |
| 돈밸리 마운트데니스 방면 | 5호선 에글린턴 (개통 예정) | 윈포드 케네디 방면 |